# Anna Johansdotter
Anna Johansdotter, född 1877, död 1906, var en svensk kvinna som hittades mördad under svårförklarliga omständigheter. 
Anna Johansdotter var piga hos en familj i byn Gåtahult nära Hovmantorp i Småland. Hon försvann i mars 1906. Fyra veckor senare påträffades hon död i ett dike. Det var uppenbart att kroppen inte hade legat där hela tiden. Döden hade orsakats genom ett kraftigt slag i nacken med ett fyrkantigt föremål, troligen en hammare av äldre typ. Vid obduktionen visade det sig att Anna Johansdotter var gravid i tredje månaden.
En son i familjen, Bror Helge Johansson åtalades för mord. Sedan omständigheter tydde på att hans äldre bror, Johan Helge Johansson, änkling och bosatt i närheten, varit inblandad i mordet häktades även han i mars 1907. Flera personer hade känt liklukt i närheten av hans ladugård som hållits låst den senaste tiden. De båda fälldes i häradsrätten för dråp till tio års fängelse. De överklagade, men innan målet kom upp i hovrätten hängde Bror Helge Johansson sig i häktet efter att ha bekänt mordet för en fångvaktare.
I sin bok Anna Johansdotters död: ett småländskt morddrama, från 1981, skriver Jörn Svensson att sonens bekännelse uppenbarligen inte kunde vara sann. Några bevis som skulle kunna binda en annan person vid brottet finns inte längre, men Jörn Svensson resonerar sig fram till en person i trakten som skulle kunna ha haft motiv och tillfälle att begå mordet. Den han pekar ut som den skyldige är en av prästens söner som skall ha mördat Anna Johansdotter.
En annan förklaring till luckorna i Bror Helge Johanssons bekännelse är att han ville skydda sin bror som varit delaktig i mordet.